# ディーター・ノイエンドルフ
ディーター・ノイエンドルフ（Dieter Neuendorf、1940年7月7日 – ）は、ドイツ テューリンゲン州ルーラ出身の元スキージャンプ選手。1960年代に東ドイツ代表として活躍した。

## プロフィール
1964年のインスブルックオリンピックに出場、70m級5位、90m級8位となった。
1965年にはホルメンコーレン大会で優勝、1965-1966シーズンのジャンプ週間では総合2位となり、1966年ノルディックスキー世界選手権では銀メダルを獲得した。ジャンプ週間では1966-1967、1967-1968シーズンもともに総合3位となっている。
東ドイツ選手権では1965年から1967年まで70m級3連覇、1965年と1966年は90m級でも2連覇している。
2度目の出場となった1968年のグルノーブルオリンピックでは70m級7位、90m級15位に終わった。
1971年、現役引退しコーチとなった。